# Habranthus barrosianus
Habranthus barrosianus là một loài thực vật có hoa trong họ Amaryllidaceae. Loài này được Hunz. & Di Fulvio mô tả khoa học đầu tiên năm 1973.